# Surtshellir

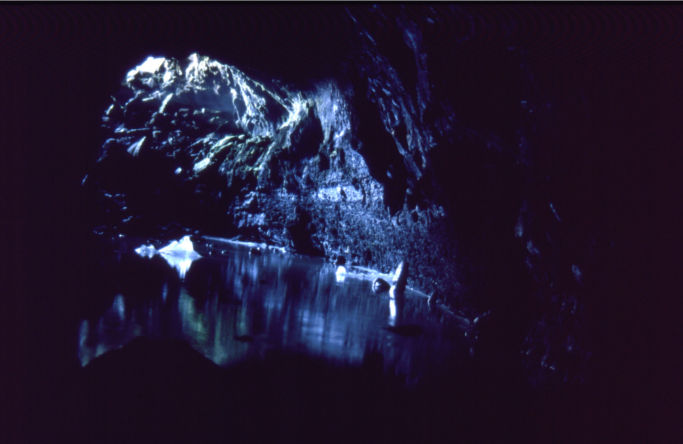
Binnenin de Surtshellir

De Surtshellir  is een grot op IJsland. Het ligt ongeveer 8 kilometer ten noordoosten van de boerderij Kalmanstunga in het Hallmundarhraun-lavaveld ten westen van de Eiríksjökull-gletsjer. De lavagrot ontstond meer dan duizend jaar geleden toen de bovenkant van stromende lava afkoelde, en de daaronder liggende nog vloeibare lava kon wegstromen, waardoor er een holte achterbleef. Toen een gedeelte van het dak instortte ontstond er een toegang. Surtshellir werd in 1679 door een zekere Arngrim ontdekt. Van die tijd af tot aan het einde van de negentiende eeuw was ze de langste bekende lavagrot ter wereld, en is daardoor ook de bekendste grot van IJsland geworden. De grot is 1970 meter lang en het hoogteverschil bedraagt 37 meter. In de grot schommelt de temperatuur tussen 2 en 5°C. In de directe nabijheid van Surtshellir bevinden zich nog twee kleinere grotten: Stefánshellir en Íshellir. Deze grotten behoren tot hetzelfde gangenstelsel als Surtshellir maar ze zijn wel van elkaar gescheiden. Een zeldzaamheid is dat er in de grot lavastalagmieten en -stalactieten voorkomen, en het is derhalve streng verboden om delen daarvan af te breken en/of te mee te nemen. Ook op andere plaatsen op IJsland komen lavagrotten voor.
De Surtshellir is naar de vuurreus Surt uit de Noordse mythologie vernoemd.